# 第里雅斯特自由區

A區和B區的範圍

第里雅斯特自由區的旗幟。旗底为红色，中间为三叉茅（ranseur）顶部的图案，

第里雅斯特自由區（義大利語：Territorio libero di Trieste）是位於義大利北部和南斯拉夫之間的一個區域。成立於1947年9月15日。第里雅斯特及其所在的伊斯特利亞半島原屬奧匈帝國，但在第一次世界大戰後成為意大利王國的本土一部份。二戰意大利戰敗後此自由區成立。
第里雅斯特自由區被分為A區和B區兩個區域。位於北部的A區由英美軍隊占領管理，面積222.5平方公里，人口26萬2406人。第里雅斯特市區位於A區內。位於南部的B區由南斯拉夫軍隊占領管理，面積515.5平方公里，人口7萬1000人。兩區之間實際上長期處於分裂狀態，不斷有居住在B區的義大利人逃亡到A區。1954年，義大利與南斯拉夫兩國達成協定，A區由義大利統治，B區由南斯拉夫統治。1975年奧西莫條約簽訂後，正式承認了這一事实。
的里雅斯特市和形成A区的领土今天是意大利弗留利-威尼斯朱利亚大区的一部分。20世纪90年代初南斯拉夫解体后，前B区地区今天是斯洛文尼亚和克罗地亚的一部分。

## 地理
的里雅斯特自由区包括亚得里亚海北部的里雅斯特湾周围738平方公里（285平方英里）的区域，从北部的杜伊诺（德文）到南部的奇塔诺瓦（诺维格勒），约有33万居民。
它北面与战后的意大利接壤，东面和南面与南斯拉夫接壤。该地区的河流包括里扎纳河/里萨诺河、德拉戈尼亚河/德拉戈纳河、蒂马沃河/蒂马瓦河、瓦尔罗桑德拉河/格林什契卡河和米尔纳河/奎托河。该领土的最高点位于科库索山/科科什山（668米，2192英尺）。其最北端的点位于北纬45°48'的梅德阿萨/梅迪亚瓦斯附近，最南端是北纬45°18'的塔尔斯基扎利夫/奎埃托港，最西端是东经13°29'的萨武德里亚/蓬塔萨尔沃雷，最东端是东经13°55'的格罗察纳/格罗扎纳。

## 历史

的里雅斯特自由区B区的非正式徽章，使用于1947-1954年

自1382年以来，的里雅斯特一直是哈布斯堡王朝的一部分，而邻近的伊斯特拉县几个世纪以来一直被哈布斯堡王朝（中部、北部和东部）和威尼斯共和国（西部和南部）瓜分。该地区的人口是多样化和混合的，在该地区的不同地区有不同且经常变化的少数族裔。
在大多数城市定居点和沿海地区，讲意大利语的人占主导地位，内陆地区有大量斯洛文尼亚人和克罗地亚人的斯拉夫少数民族，特别是在的里雅斯特地区，到第一次世界大战结束时，斯洛文尼亚人占该地区人口的三分之一（尽管他们中的大多数是1880年后从斯洛文尼亚内陆地区新近抵达的）。该地区最南端的农村人口主要是斯洛文尼亚人或克罗地亚人。还有数量较少的伊斯特拉罗马尼亚人、希腊人、阿尔巴尼亚人，以及相当大的的里雅斯特犹太社区。
当地的的里雅斯特方言反映了这种种族混合。该方言以罗曼语族的威尼斯语为基础，受到古代雷蒂亚-罗曼语支的影响。此外，的里雅斯特语的一些词汇来源于德语和斯洛文尼亚语，也有来自其他语言的借词，如希腊语。
该地区斯洛文尼亚语和塞尔维亚-克罗地亚语的口语变体也主要是方言的，与的里雅斯特语和伊斯特拉语共享单词。在该领土的最南端，以克罗地亚语为基础的方言属于查方言类型，而以威尼斯语为基础的伊斯特拉语也被广泛使用。
1918年第一次世界大战结束，奥匈帝国解体，意大利王国吞并了的里雅斯特、伊斯特拉和现代斯洛文尼亚西部的一部分，建立了被称为朱利安行军（威尼斯朱利亚）的边境地区。1924年，意大利还吞并了阜姆自由邦（现克罗地亚里耶卡市）。

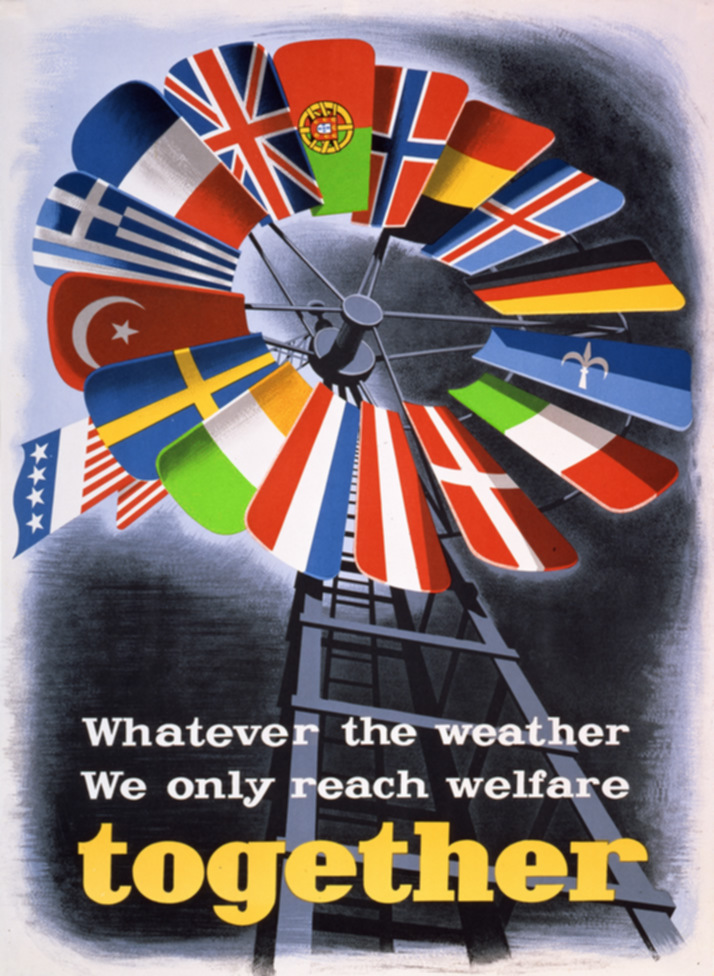
马歇尔计划的宣传海报，可以看到蓝底的的里雅斯特自由区旗帜

在20世纪20年代和30年代，斯拉夫人口在贝尼托·墨索里尼领导的意大利法西斯政权下被迫意大利化和歧视。他们还遭受了执政的法西斯政党PNF煽动的民族暴力，其中包括1920年7月13日在的里雅斯特臭名昭著的焚烧斯洛文尼亚民族大厅（文化中心）。因此，一些斯洛文尼亚人和克罗地亚人移民到南斯拉夫，而另一些人则加入了TIGR抵抗组织，该组织策划了包括100多次爆炸和暗杀，主要针对该地区的意大利当局，特别是在的里雅斯特和北部的戈里齐亚周围地区。

### 第二次世界大战
从1940年开始，意大利与纳粹德国一起加入了第二次世界大战，成为轴心国之一。当法西斯政权崩溃，意大利于1943年9月在卡西比尔停战协定中投降时，的里雅斯特及其周边地区被德国国防军占领，该市成为其亚德里亚滨海战区（OZAK）的首府。
在战争接近尾声时，德国前线崩溃，南斯拉夫游击队部队（第4军和第9军）在的里雅斯特郊区的奥皮奇纳镇发生战斗后，于1945年5月1日进入的里雅斯特。

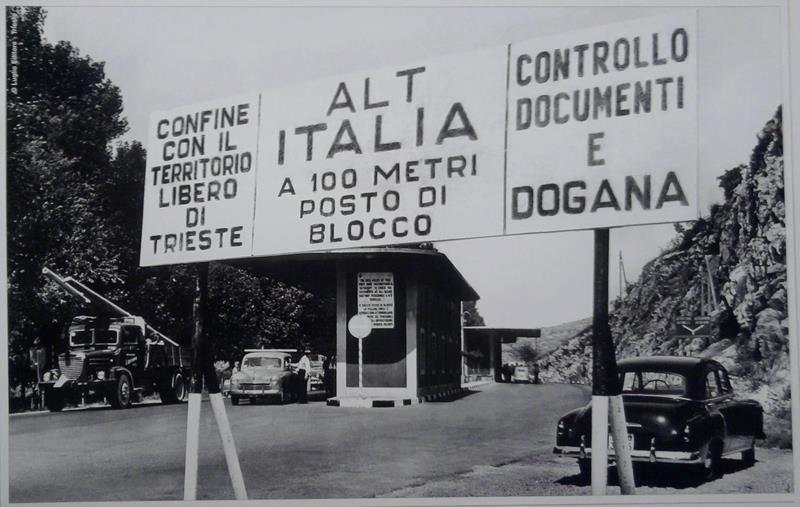
的里雅斯特自由区（杜伊诺-奥里西纳）和意大利（蒙法尔科内）的边界

新西兰第2师也在第二天抵达，迫使在的里雅斯特坚守的约2,000名德国士兵投降，他们担心遭到报复和处决，小心翼翼地拒绝向南斯拉夫军队投降。随后，新西兰和占领该地区的南斯拉夫军队之间达成了不稳定的停火协议，直到英国将军威廉·摩根提议将该领土划分为单独的军事管理区。
南斯拉夫领导人约瑟普·布罗兹·铁托于5月23日同意了这一想法，当时英国第十三军正在向拟议的分界线前进。6月10日，在杜伊诺签署了一项关于分治的正式协议，该协议建立了所谓的摩根线，分割了朱利安马奇的领土。南斯拉夫军队于1945年6月12日撤退到他们的地区。

### 自由区和临时政府的成立
1947年1月，联合国安理会根据其宪章第24条批准了第16号决议，呼吁在的里雅斯特及其周边地区建立一个自由国家。一项编纂其条款的永久性法规将在四方（英国、美国、法国和苏联）批准任命一名国际总督后得到国际法的承认。1947年9月15日，联合国和意大利之间的和平条约获得批准，建立了的里雅斯特自由区。
官方语言为意大利语和斯洛文尼亚语，在德拉戈尼亚河以南的B区部分可能使用塞尔维亚-克罗地亚语。然而，地方政府机构从未成立，它继续由军事当局管理，尊重摩根线划定的行政区划：A区面积222.5平方公里（85.9平方英里），人口262,406人，包括的里雅斯特本身，由英国和美国军队管理；B区面积515.5平方公里（199.0平方英里），有71,000名居民，包括伊斯特拉西北部，由南斯拉夫军队管理。

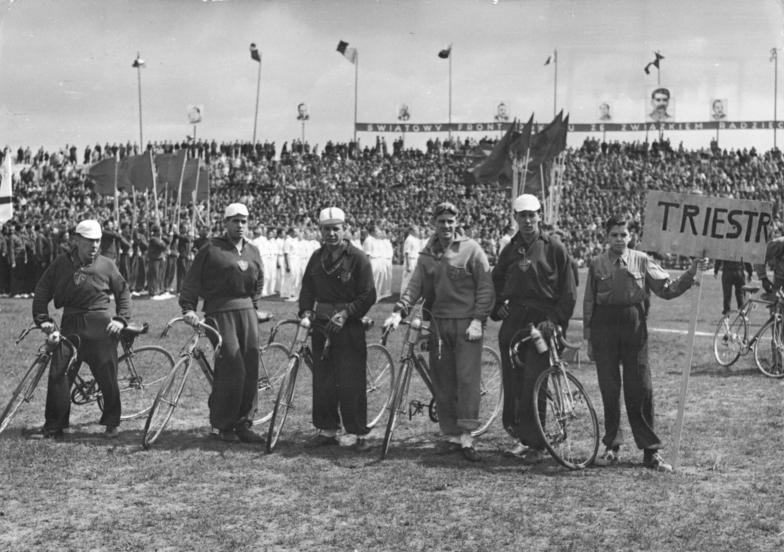
1950年参加在波兰举行的和平车赛（Peace Race）的的里雅斯特自由区自行车手

1947年10月至1948年3月期间，苏联拒绝了连续12名被提名为自由区文职总督的候选人资格，此时三方势力（美国、英国和法国）于1948年3日向苏联和南斯拉夫政府发出照会，建议将该领土主权归还意大利。
由于从未根据联合国第16号决议任命过总督，该领土从未作为一个真正的独立国家运作，尽管其正式地位和独立主权普遍受到尊重。它在马歇尔计划（1948年4月启动）和相关的OEEC（1948年3月成立）中作为一个独立的区域运作。与此同时，1948年中期铁托-斯大林的分裂导致南斯拉夫和苏联关系恶化，导致政治僵局，将该领土归还意大利的提议被搁置到1954年。
因此，盟军军事政府（AMG）继续管理A区。治理分为维和和执法部门，当地指挥部由的里雅斯特美国部队（TRUST）的5,000名美国人和的里雅斯特英国部队（BETFOR）的5,000多名英国人员组成。
根据盟军军事政府公布的估计，截至1949年，A区的人口约为31万人，其中包括239,200名意大利人和63,000名斯洛文尼亚人。
根据当代意大利消息来源，当时B区有36,000至55,000名意大利人和12,000至17,000名斯洛文尼亚人和克罗地亚人。根据1945年的南斯拉夫人口普查（被联合国成立的四方委员会认为是伪造的），在伊斯特拉成为B区的部分，共有67,461名居民，其中包括30,789名斯洛文尼亚人、塞尔维亚人和克罗地亚人、29,672名意大利人和7,000名不明国籍的人。
领土于1949年和1952年举行了两次选举，但仅限于市议会。本来应该是人民议会（的里雅斯特自由区的国家立法机构）的选举从未举行过。

### 废除
1954年10月5日，美国、英国、意大利和南斯拉夫的部长签署了《伦敦备忘录》。该备忘录有效地废除了的里雅斯特自由区，这意味着民政管理正式移交给邻国意大利和南斯拉夫。
包括的里雅斯特在内的大部分A区被划归意大利，而自1947年以来已经拥有独立共产主义文职政府的B区则被划归南斯拉夫。此外，根据附件一界定的分界线，南斯拉夫还接收了隶属A区穆贾和圣多尔利戈德拉瓦莱的几个村庄，如普拉夫耶、斯波德涅什科菲耶、埃莱尔伊、赫拉瓦蒂尼、科隆班、采雷伊、普雷曼詹、巴里佐尼和索采尔布（及其城堡）。
然而，双方对分界线和领土主张的反对仍在继续。1975年11月，意大利和南斯拉夫签署了双边《奥西莫条约》，结束了当前或未来的任何主张，这最终使这些问题得以解决，因为《伦敦备忘录》只是在事实上而非法律上解散了该领土。

## 自由区总督

### A区军事领导人
| 姓名                 | 在任时间                    | 国家   |
| -------------------- | --------------------------- | ------ |
| 伯纳德·弗赖伯格      | 1945年5月2日-7月            | 新西兰 |
| 阿尔弗雷德·康诺·鲍曼 | 1945年7月-1947年7月         | 美国   |
| 詹姆斯·朱厄特·凯恩斯 | 1947年7月-9月15日           | 美国   |
| 泰伦斯·艾雷          | 1947年9月15日-1951年3月31日 | 英国   |
| 约翰·温特顿          | 1951年4月1日-1954年10月26日 | 英国   |

### B区军事领导人
| 姓名                | 在任时间                 | 国家     |
| ------------------- | ------------------------ | -------- |
| 杜尚·科维德尔       | 1945年5月1日-1947年9月   | 南斯拉夫 |
| 米尔科·莱纳茨       | 1947年9月15日-1951年3月  | 南斯拉夫 |
| 米洛什·斯塔马托维奇 | 1951年3月-1954年10月25日 | 南斯拉夫 |

## 经济
该地区的经济以其港口为基础，即的里雅斯特自由港和科佩尔/卡波迪斯里亚港。第一个港口有一个特殊的自由区（现在也是离岸）地位，起源于1719年，并得到1947年与意大利签订的《和平条约》的确认，该条约允许在该地区内运输货物。这一地位得到了国际社会和欧盟的认可。
阿尔格里达斯·谢梅塔于2012年8月7日代表欧盟委员会就的里雅斯特自由港问题所作答复的摘录：
1947年2月10日《对意大利和约》附件八在其第1条中规定，的里雅斯特港应为免关税港。附件八第5条第（2）款规定，就自由港的进出口或过境而言，自由区当局不得对此类货物征收关税或费用，但对提供的服务征收的关税或费用除外。

## 人口
在20世纪40年代末和领土分裂后的几年里，人口多达40,000人（主要是意大利人）出于各种原因选择离开南斯拉夫B区搬到意大利A区：一些人被恐吓离开，一些人干脆不住在南斯拉夫。在南斯拉夫，离开的人被称为“选择者”，而他们称自己为“流亡者”。大约14,000名意大利人选择留在南斯拉夫区。1949年的里雅斯特自由区的人口约为37万。